# Francisco Carrión
Francisco Carrión Mena (Quito, 8 de abril de 1953) es un político y diplomático ecuatoriano. Ocupó la cancillería de Ecuador durante el gobierno de Alfredo Palacio entre 2005 y 2007.

## Trayectoria
En 1998 fue nombrado viceministro de asuntos exteriores por el presidente Jamil Mahuad, ocupando el cargo hasta 2000. En ese año pasó a dirigir la embajada de Ecuador en España. En septiembre de 2005 fue nombrado canciller de la república por el presidente Alfredo Palacio.
En 2009 fue nombrado representante permanente de Ecuador ante la Organización de las Naciones Unidas por el presidente Rafael Correa. En agosto de 2011 renunció al cargo alegando motivos personales.
A finales de 2017 fue nombrado embajador en Estados Unidos por el presidente Lenín Moreno, ocupando el cargo hasta enero de 2020.
Fue nombrado embajador de Ecuador en México por el presidente Guillermo Lasso el 23 de agosto de 2021, cargo que ocupó hasta su renuncia en 2023.